# Çubukspor
Çubukspor Futbol AŞ, kortweg Çubukspor, is een voetbalclub uit Çubuk (district), uitkomend in de Bölgesel Amatör Lig. De club is opgericht in 1950 en speelt haar wedstrijden in het Çubuk İlçe Stadyumu. De meest succesvolle periode van de ploeg dateert van 2009 tot 2015, toen de ploeg zes seizoenen in de TFF 2. Lig opereerde. Nadien zakte de ploeg steeds verder af.

## Historie
De club werd in 1950 opgericht. Na een aantal jaren tevergeefs geprobeerd te hebben om te stijgen naar de TFF 3 Lig, kochten ze de rechten voor deelname over van Altındağ Belediyespor.  Hierdoor kwamen ze toch uit in de TFF 3. Lig. De clubnaam werd veranderd naar Kizilcahamam Belediyespor. Na vier jaar degradeerde de club. Hierna werd geprobeerd om terug te keren naar de TFF 3. Lig, maar zonder succes.
Sinds het seizoen 2009/10 kwam het team uit in de TFF 2 Lig onder de clubnaam Pursaklarspor. Aan het begin van het seizoen 2014/15 veranderde de club haar naam in Gölbaşıspor. Datzelfde seizoen degradeerde de club na een zestiende plaats naar de TFF 3. Lig. Een seizoen later degradeerde de club terug naar de Bölgesel Amatör Lig. Sindsdien verhuisde de club naar de plaats Çubuk en veranderde de naam in Çubukspor Futbol AŞ. In 2022 daalde de ploeg nog verder af en kwam het te spelen op het zesde niveau van het Turks voetbal. Twee jaar later keerde de ploeg weer terug op niveau 5.